# Colusit
Colusit ist ein selten vorkommendes Mineral aus der Mineralklasse der „Sulfide und Sulfosalze“ mit der idealisierten chemischen Zusammensetzung Cu13VAs3S16 und damit chemisch gesehen ein Kupfer-Vanadium-Sulfid.
Colusit kristallisiert im kubischen Kristallsystem und entwickelt meist körnige bis massige, bronzefarbige Aggregate. In seltenen Fällen werden Kristalle bis etwa 5 Millimeter gefunden.

## Etymologie und Geschichte
Erstmals entdeckt wurde Colusit in der „East Colusa Mine“ in Butte im US-Bundesstaat Montana und beschrieben 1933 von Robert E. Landon und A. H. Mogilnor, die das Mineral nach seiner Typlokalität benannten. In der Bergmannssprache fällt Colusit in die Kategorie der  Fahlerze.
Dem bisher eigenständigen Mineral Arsenosulvanit wurde 2006 der Mineralstatus durch die IMA aberkannt, da es mit Colusit identisch ist.

## Klassifikation
Bereits in der veralteten 8. Auflage der Mineralsystematik nach Strunz gehörte der Colusit zur Mineralklasse der „Sulfide und Sulfosalze“ und dort zur Abteilung der „Sulfide mit [dem Stoffmengenverhältnis] M(etall) : S(schwefel) = 1 : 1“, wo er zusammen mit Germanit die „Germanit-Reihe“ mit der System-Nr. II/B.03c innerhalb der „Luzonit-Germanit-Gruppe“ (II/B.03) bildete.
Im Lapis-Mineralienverzeichnis nach Stefan Weiß, das sich aus Rücksicht auf private Sammler und institutionelle Sammlungen noch nach dieser alten Form der Systematik von Karl Hugo Strunz richtet, erhielt das Mineral die System- und Mineral-Nr. II/C.10-40. In der „Lapis-Systematik“ entspricht dies der Klasse der „Sulfide und Sulfosalze“ und dort der Abteilung „Sulfide mit [dem Stoffmengenverhältnis] Metall : S,Se,Te ≈ 1 : 1“, wo Colusit zusammen mit Germanit, Germanocolusit, Maikainit, Morozeviczit, Nekrasovit, Ovamboit, Polkovicit, Renierit, Stibiocolusit, Sulvanit und Vinciennit eine eigenständige, aber unbenannte Gruppe bildet (Stand 2018).
Die seit 2001 gültige und von der IMA zuletzt 2009 aktualisierte 9. Auflage der Strunz’schen Mineralsystematik ordnet den Colusit in die neu definierte Abteilung der „Metallsulfide, M : S = 1 : 1 (und ähnliche)“ ein. Diese ist zudem weiter unterteilt nach den in der Verbindung vorherrschenden Metallen, so dass das Mineral entsprechend seiner Zusammensetzung in der Unterabteilung „mit Zink (Zn), Eisen (Fe), Kupfer (Cu), Silber (Ag) usw.“ zu finden ist, wo es als Namensgeber die „Germanitgruppe“ mit der System-Nr. 2.CB.30 und den weiteren Mitgliedern Germanocolusit, Germanit, Maikainit, Nekrasovit, Ovamboit und Stibiocolusit bildet.
Auch die vorwiegend im englischen Sprachraum gebräuchliche Systematik der Minerale nach Dana ordnet den Colusit in die Klasse der „Sulfide und Sulfosalze“, dort allerdings in die Abteilung der „Sulfosalze“ ein. Hier ist er zusammen mit Germanocolusit, Nekrasovit und Stibiocolusit ebenfalls in der „Colusitgruppe (Isometrisch: P43n) mit Cu und V“ mit der System-Nr. 03.01.01 innerhalb der Unterabteilung „Sulfosalze mit dem Verhältnis z/y > 4 und der Zusammensetzung (A+)i (A2+)j [ByCz], A = Metalle, B = Halbmetalle, C = Nichtmetalle“ zu finden.

## Kristallstruktur
Colusit kristallisiert kubisch in der Raumgruppe P43n (Raumgruppen-Nr. 218) mit dem Gitterparameter a = 10,62 Å sowie zwei Formeleinheiten pro Elementarzelle.

## Bildung und Fundorte

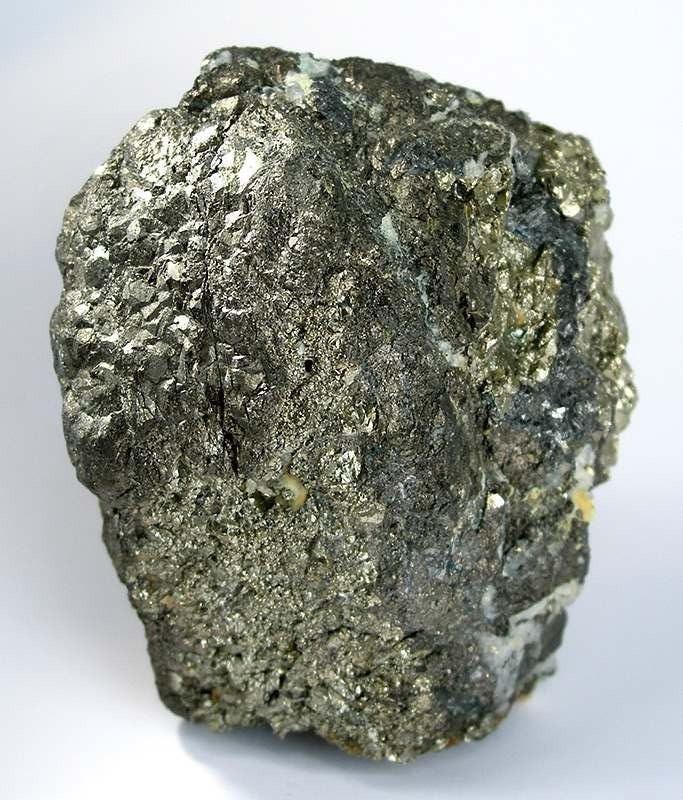
Colusit und Pyrit aus der West Colusa Mine bei Butte in Montana, USA (Größe: 5,7 cm × 4,8 cm × 3,1 cm)

Colusit bildet sich hydrothermal in Kupfererz-Adern und findet sich dort meist in Paragenese mit vielen anderen Sulfid-Mineralen wie beispielsweise Bornit, Chalkosin, Chalkopyrit, Covellin, Enargit, Galenit, Germanit, Goldfieldit, Luzonit, Pyrit, Renierit, Stannoidit, Tetraedrit, Tennantit und Sphalerit.
Als eher seltene Mineralbildung konnte Colusit an verschiedenen Fundorten zum Teil reichlich zwar vorhanden sein, insgesamt ist er aber wenig verbreitet. Bisher (Stand: 2013) gelten rund 80 Fundorte als bekannt. Neben seiner Typlokalität „East Colusa Mine“ trat das Mineral in den USA unter anderem noch in mehreren Minen im Bezirk Butte und bei Cone Butte im Bezirk Warm Springs im Fergus County in Montana; in der „Campbell Mine“ bei Bisbee und der „Magma Mine“ bei Superior in Arizona; an mehreren Orten im Bundesstaat Colorado; bei Goldfield und bei Lewis im Lander County in Nevada; bei La Bajada (Santa Fe County) in New Mexico sowie bei Tintic im Juab County in Utah auf.
In Österreich fand sich Colusit bisher nur bei Schwarzleo in der Salzburger Gemeinde Leogang und der einzige bisher bekannte Fundort in der Schweiz ist der Steinbruch La Plâtrière bei Granges (Siders) im Kanton Wallis.
Weitere Fundorte liegen unter anderem in Argentinien, Australien, Bulgarien, Chile, Frankreich, Indonesien, Italien, Japan, Kanada, Kasachstan, die Demokratische Republik Kongo, Namibia, Norwegen, Peru, auf den Philippinen, in Russland, Serbien und Ungarn.